# Johan Frederik van Oordt
Johan Frederik van Oordt znany jako D’Arbez (ur. 1856, zm. 1918) – południowoafrykański pisarz.
Wnuk pedagoga i dziennikarza A. Changuiona. Studiował na Uniwersytecie w Lejdzie. Pierwotnie publikował swoje teksty w czasopismach anglojęzycznych, z czasem zaczął się skłaniać ku tworzeniu po niderlandzku oraz w afrikaans. Był autorem szeregu powieści historycznych, przedstawiających w przystępnej formie dzieje Burów oraz europejskiego osadnictwa w Afryce Południowej (np. Między górami a morzem. Opowieść o walce Burów w Natalu 1838-1841, 1897; Na plaży Zatoki Stołowej, albo dwadzieścia lat z życia mieszkańca Kapsztadu, 1791-1811, 1903; Mieszkańcy kresów. Historyczne opowiadanie z pierwszego i drugiego powstania w Graff-Reinet w latach 1795 i 1799, 1920). Zostały one wydane między innymi w ramach Południowoafrykańskiej Biblioteki Historycznej.
Znaczny rozgłos zdobyła jego książka Piękna Annie albo rozbitkowie. Opowiadanie historyczne z XVIII wieku (1896). Jej niderlandojęzyczny oryginał doczekał się ośmiu wydań, przekład na afrikaans (od 1926) zaś dziewięciu. Zrealizowano również adaptację sceniczną dzieła (1929).
Autor kilku prac historycznych (biografii prezydentów Paulusa Krugera i Johannesa Henricusa Branda oraz Napoleona i Kalwina), a także Tłumaczenia wszystkich wyrażeń i konwersacji na przylądkowy niderlandzki.